# Gotlandsparken

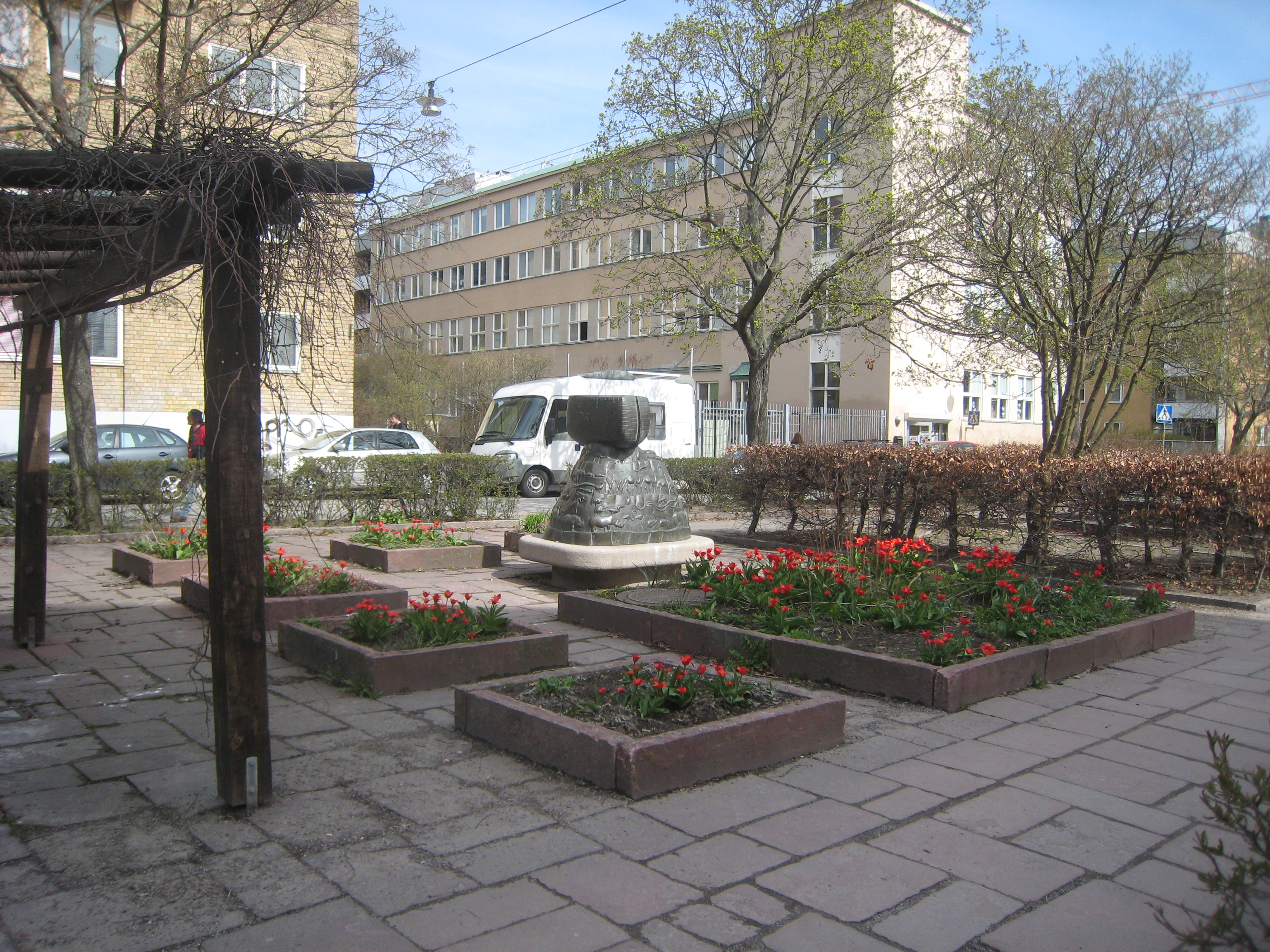
Den västra delen av parken.

Gotlandsparken är en park på Södermalm i Stockholm. Den ligger som en sträng mellan kvarteren Monumentet och Obelisken och omsluts av Gotlandsgatan som är utformad som en vändslinga här. Parken är ganska anspråkslös med en lekplats och några få parkbänkar. Den upprustades senast år 2000.